# Harry Larva
Harri Edvin Larva, né Harry Edvin Lagerström le 9 septembre 1906 à Turku et mort le 11 novembre 1980 à Turku, était un coureur de fond finlandais.
Harry Larva a été forcé de changer son nom de famille de Lagerström en Larva en 1928 par un jeune président de la fédération finlandaise d'athlétisme et nationaliste connu Urho Kaleva Kekkonen car son nom ne faisait pas assez finlandais.
Champion de Finlande du 800 m de 1928 à 1930 et en 1934, il ne remporte qu'une fois le titre national sur sa distance préférée, le 1 500 m. Sa meilleure année est 1928, lorsqu'il réalise toutes ses meilleures performances du 400 m au mile.
Aux Jeux olympiques d'été de 1928, en finale du 1 500 m, Larva bat, à la surprise générale, son rival Jules Ladoumègue. Il concourt également aux Jeux olympiques d'été de 1932, terminant dixième du 1 500 m.

## Palmarès

### Jeux olympiques d'été
- Jeux olympiques 1928 à Amsterdam ( Pays-Bas) : 
  -  Médaille d'or sur 1 500 m
- Jeux olympiques 1932 à Los Angeles ( États-Unis) : 
  - 10e sur 1 500 m